# Aleš Cesar
Aleš Cesar, slovenski policist, * 1979.
Cesar, policist Postaje mejne policije Dobova, je 10. julija 2009 preprečil hrvaškemu državljanu Josipu Zagajskemu, da bi v prostorih mejne policije odvrgel že aktivirano ročno bombo.
Posledično je bil 14. julija istega leta s strani ministrice za notranje zadeve Katarine Kresal in v. d. generalnega direktorja policije Janka Gorška odlikovan s medaljo policije za hrabrost. 22. julija istega leta pa ga je s medaljo za hrabrost Republike Slovenije odlikoval še predsednik Republike Slovenije Danilo Türk.